# Viel-Arcy
Viel-Arcy település Franciaországban, Aisne megyében. Lakosainak száma 172 fő (2022. január 1.). Viel-Arcy Bourg-et-Comin, Dhuizel, Pont-Arcy, Saint-Mard és Les Septvallons községekkel határos.

## Népesség
A település népessége az elmúlt években az alábbi módon változott:
| Lakosok száma | 176  | 140  | 131  | 172  | 178  | 183  | 179  | 172  | 172  | 172  |
|               | 1968 | 1982 | 1990 | 2006 | 2013 | 2015 | 2017 | 2019 | 2020 | 2022 |